# Línea P761 (Canelones)
La línea P761 es una línea urbana de Canelones une Paso Carrasco o la Ciudad de la Costa, con la ciudad de Parque del Plata.

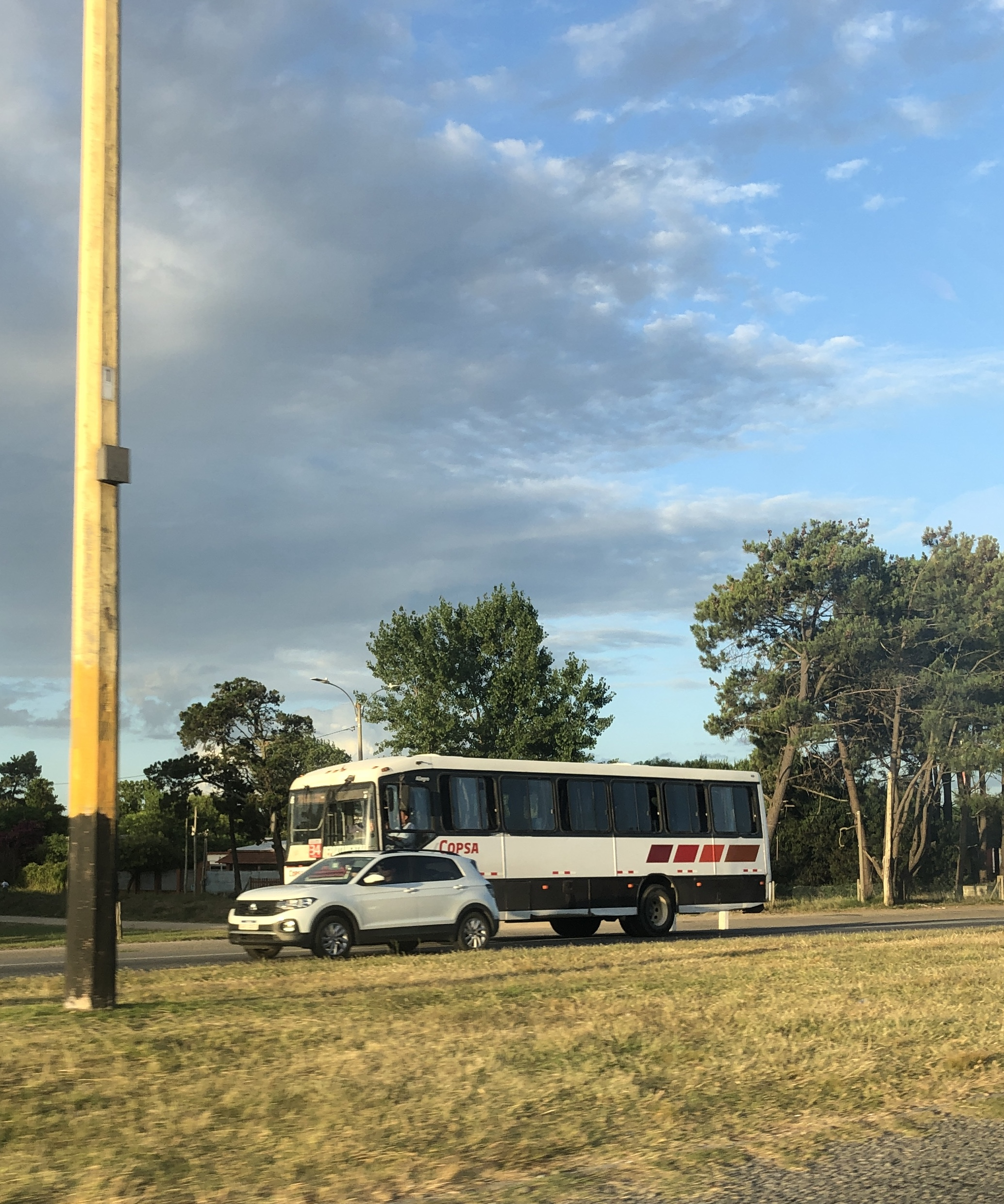
Línea P761 sobre la Avenida Ingeniero Luis Giannattasio

## Características
Hasta el año 2020 su denominación era 761, la cual cambió a raíz de la reestructura del STM, al incorporar a COPSA dentro de dicho sistema en el mismo año.
Circula por las ciudades de Paso Carrasco, Ciudad de la Costa, Salinas, Atlántida, Parque del Plata y las ciudades y balnearios que conforman la Costa de Oro.